# Rebordaos (Castroverde)
Rebordaos (llamada oficialmente San Xurxo de Rebordaos) es una parroquia y una aldea española del municipio de Castroverde, en la provincia de Lugo, Galicia.

## Organización territorial
La parroquia está formada por dos entidades de población:
- Fontao
- Rebordaos

## Demografía

### Parroquia
| Gráfica de evolución demográfica de Rebordaos (parroquia) entre 2000 y 2019 |
|                                                                             |
| Datos según el nomenclátor publicado por el INE.                            |

### Aldea
| Gráfica de evolución demográfica de Rebordaos (aldea) entre 2000 y 2019 |
|                                                                         |
| Datos según el nomenclátor publicado por el INE.                        |